# 인과 (불교)
불교에서 인과(因果, 산스크리트어: hetu-phala)는 원인과 결과를 말하기도 하고, 또는 일체(一切)의 유위법 즉 모든 유위법을 통칭하는 말이자 개별 유위법을 가리키는 말이기도 하다.

## 인과: 원인과 결과
인과(因果, 산스크리트어: hetu-phala)는 원인과 결과를 말한다. 인과에 대한 교의 · 이론 또는 학설을 통칭하여 인과설(因果說)이라 하는데, 불교의 인과설은 연기설(緣起說)이다. 연기설로는 12연기 · 업감연기 · 아뢰야연기 · 여래장연기 등이 있다. 또한 연기설을 해명하기 위한 불교의 구체적인 교의 · 이론 또는 학설도 인과설이라고 하는데, 이러한 인과설로는 부파불교의 설일체유부의 4연(四緣) · 6인(六因) · 5과(五果)의 인과설과 대승불교의 유식유가행파의 4연(四緣) · 10인(十因) · 5과(五果)의 인과설이 있다.

## 인과: 모든 유위법
인과(因果, 산스크리트어: hetu-phala)는 《대승아비달마잡집론》에 따르면, 일체(一切)의 유위법 즉 모든 유위법을 통칭하는 말이자 개별 유위법을 가리키는 말인데, 즉 여기서의 인(因)은 모든 유위법이 자신을 제외한 다른 모든 유위법을 낳게 하는 원인이 된다는 의미이고, 과(果)는 모든 유위법이 자신을 제외한 다른 모든 유위법으로 인해 생겨난다는 것을 의미한다. 즉, 불교의 인과법인 연기법을 그 최대한의 관점에서 바라볼 때, 즉 우주의 모든 존재가 상의상대(相衣相待) 또는 상의상의(相倚相依)하는 관계 즉 서로 의존하는 관계에 있다는 관점에서 바라볼 때의 모든 유위법 전체 또는 개별을 인과(因果)라고 명명한 것이다. 그리고 이렇게 바라보는 관점을 전통적인 불교 용어로는 인과이시(因果異時) 또는 이시인과(異時因果)가 아닌 인과동시(因果同時) 또는 동시인과(同時因果)의 관점에서 바라보는 것이라고 한다. 즉 여기서 말하는 인과는 인과동시(因果同時)의 관점에서의 모든 유위법을 말한다.
그리고, 부파불교의 설일체유부의 4연(四緣) · 6인(六因) · 5과(五果)의 인과설과 대승불교의 유식유가행파의 4연(四緣) · 10인(十因) · 5과(五果)의 인과설의 용어로는, 여기서의 인(因)은 4연 가운데 증상연(增上緣) 또는 6인 가운데 능작인(能作因) 또는 10인 가운데 불상위인(不相違因)으로서의 유위법을 뜻하고, 여기서의 과(果)는 5과 가운데 증상과(增上果)로서의 유위법을 뜻한다.

## 인과동시·인과이시
불교에서는 인과(因果) 즉 원인과 결과를 살펴볼 때, 시간적 선후의 관점에 따라 원인을 이루는 법과 결과를 이루는 법의 관계를 살펴보기도 하도, 원인을 이루는 법이건 결과를 이루는 법이건 모두가 서로 상호의존하는 연기의 관계에 있는 법이라는 관점 즉 동시적 관점에 따라 원인을 이루는 법과 결과를 이루는 법의 관계를 살펴보기도 한다.
전자의 시간적 · 이시적(異時的) 인과관계의 관점에서 원인을 이루는 법과 결과를 이루는 법의 관계를 살펴볼 때의, 이들 법들간의 관계를 인과이시(因果異時) 또는 이시인과(異時因果)라 한다. 예를 들어, 유식유가행파의 인과설에서 종자생현행(種子生現行: 종자가 현행을 낳음, 즉 종자라는 원인으로부터 현행법이라는 결과가 생겨남) · 현행훈종자(現行熏種子: 현행이 종자를 훈습함, 즉 현행법이라는 원인으로부터 훈습된 종자라는 결과가 생겨남) · 종자생종자(種子生種子: 종자로부터 종자가 생겨남, 즉 이숙인의 종자로부터 이숙과의 종자가 생겨남)의 인과관계가 인과이시 또는 이시인과에 해당한다.
후자의 공간적 · 동시적(同時的) 인과관계의 관점에서 원인이 되는 법과 결과가 되는 법의 관계를 살펴볼 때의, 이들 법들간의 관계를 인과동시(因果同時) 또는 동시인과(同時因果)라 한다. 예를 들어, 유식유가행파의 인과설에서, 현행법을 생겨나게 하는 종자[能生之種子], 종자에 의해 생겨난 현행법[所生之現行], 그리고 현행법이 훈습하는 종자[所熏之種子]는 서로 상호의존적인 관계에 있는데 이와 같이 동시적 또는 공간적인 관점에서 바라볼 때 서로가 서로에게 원인이 되기도 하고 결과가 되기도 하는 인과관계가 인과동시 또는 동시인과에 해당한다.